# Bandeira de Chicago
A bandeira de Chicago possui, sobre um fundo branco, duas listras horizontais azuis e quatro estrelas vermelhas com seis pontas cada. Cada elemento possui um significado. Originalmente, a bandeira adotada em 1917 possuía apenas duas estrelas.

## Significado dos elementos
- A listra azul superior representa o Lago Michigan e o eixo norte do Rio Chicago.
- A listra azul inferior representa o eixo sul do Rio Chicago.
- A primeira estrela vermelha representa o Fort Dearborn.
- A segunda estrela vermelha representa o Grande incêndio de Chicago, ocorrido em 1871.
- A terceira estrela vermelha representa a Exposição Mundial de Chicago de 1893.
- A quarta estrela vermelha representa a Exposição Mundial de Chicago de 1933.